# Matthäus Röseler
Matthäus Röseler, auch: Matthias Rosler; Rösler; Lucanus (* um 1522 in Luckau; † 23. April 1569 in Rostock) war ein deutscher Dichter, Mathematiker, Astronom, Mediziner und Rechtswissenschaftler.

## Leben
Matthäus Röseler immatrikulierte sich im Oktober 1541 an der Universität Wittenberg. Hier absolvierte er zunächst ein philosophisches Grundstudium. Dazu besuchte er die Vorlesungen in Poetik bei Johannes Marcellus, in Ethik bei Philipp Melanchthon, in Griechisch bei Veit Winsheim, Mathematik bei Georg Joachim Rheticus, Erasmus Flock, sowie Erasmus Reinhold, Physik bei Paul Eber und Rhetorik bei Johannes Saxonius. Nebenher besuchte er auch die Vorlesungen von Martin Luther und Caspar Cruciger an der theologischen Fakultät, machte sich an der medizinischen Fakultät mit den Vorträgen von Augustin Schurff, Georg Kleinschmidt, Jakob Milich, sowie Melchior Fend vertraut und frequentierte die Vorlesungen an der juristischen Fakultät. Dort waren unter anderem Hieronymus Schurff, Laurentius Zoch und Ulrich von Mordeisen Lehrer gewesen.
Am 25. Februar 1546 erwarb er den akademischen Grad eines Magisters der Sieben freien Künste und erlebte im Folgejahr die Stilllegung des Lehrbetriebs der Wittenberger Hochschule durch den Schmalkaldischen Krieg. Als unter der Führung Melanchthons die Wittenberger Hochschule wiederhergestellt wurde, fand Röseler, der auch als Dichter in Erscheinung getreten war und Poeta laurus wurde, 1549 Aufnahme in dem Senat der philosophischen Fakultät der Hochschule. Am 2. August 1550 wechselte er an die philosophische Fakultät der Universität Rostock, wo er eine philosophische Professur übernahm. Er hatte sich in der Anfangszeit mit mathematischen Themen beschäftigt.
In Rostock absolvierte er nebenher ein medizinisches Studium, wurde zum Doktor der Medizin promoviert und wechselte als Professor um 1554 an die medizinische Fakultät. Er begann Studien in der Rechtswissenschaft und hatte sich am 23. November 1557 den akademischen Grad eines Lizentiaten der Rechte erworben. Besonders in der Auseinandersetzung um Johann Draconites trat er in Erscheinung, so dass der Rostocker Rat ihn 1560 zum Syndikus der Stadt berief. Er hielt Vorlesungen an der juristischen Fakultät und promovierte später zum Doktor der Rechte. Als Syndikus hatte er 1562 manche Anfeindung zu erleiden, die 1565 in seine Entlassung mündeten.
Daher begab er sich 1565 in die Dienste des Herzog Albrecht von Preußen, der ihn zum Präsidenten des Bistums Pomesanien und Samland berief. Als solcher musste er jedoch Doktor der Theologie sein. Der Herzog riet ihm, nach Wittenberg zu gehen und sich an der dortigen Hochschule promovieren zu lassen. Jedoch wollten Paul Eber und Georg Major dies nicht, da sie Bedenken hatten. Nach wenigen Monaten hatte er auch dieses Amt aufgegeben und kehrte nach Rostock zurück. Ob er dort weiter als Professor an der Universität wirkte, ist nicht nachgewiesen. Röseler hat auch das Dekanat der philosophischen Fakultät und der medizinischen Fakultät geführt. Zudem war er im Sommersemester 1555 Vizerektor, in den Sommersemestern 1554, 1557, 1561 und in den Wintersemestern 1554, 1557, 1560, 1564 Rektor der Rostocker Alma Mater.
Matthäus Röseler war mit Katharine, geb. Reuter (oder Ritter) verheiratet. Aus jener Ehe gingen auch Kinder hervor. Nach seinem Tode errichtete sein Bruder Georg ihm in der Jakobskirche ein Epitaph.

## Werke
- Carmen Gratulatorium Missum ad Nuptiale Sacrum M. Iohannis Thomae, Et honestae virginis Gertrudis, filiae ornatissimi & integerrimi viri Iohannis Iöriken, Scriptum à Lucano Röslero. (Epithalamion in Nuptiis M. Iohannis Thomae, Et ... Gertrudis ... Lot. Sec.) Kreutzer, Wittenberg 1549.
- Urania Matthaei Rosleri Lucani. De Utilitate Astrologiae carmen Georgij Cracouij Pomerani. Additus est modus erigendarum figurarum coeli.... Kreutzer, Wittenberg 1549.
- De obitu matris suae carmen Wittenberg 1550
- DE fortuna carmen, scriptum a Mathaeo Roslero Lucano, Professore Ordinario Academiae Rostochianae... Wittenberg 1550
- Epithalamium in nuptiis optimi viri d. Ludovici Dietz et castissimae virginis Annae filiae honestissimi civis Titi Lewen. Rostock 1551.
- Aphorismi Hyppocratis carmine redditi. Cum praefatione Philippi Melanthonis ad Clarissimum virum Iohannem Lucanum. Rostock 1554.
- Propositiones an filius familias et an mutus et surdus testamentum facere possint, De quibus Deo iuvante, praeside MATHAEO ROSELERO Lucano LL. Licentiato, et in Academia Rostochiana Professore, die 12. Augusti publicè respondebit Antonius Witersheim Hagensis. Rostock 1563.